# 清淨華院
清淨華院（しょうじょうけいん）是位在日本京都府京都市上京區的寺院，淨土宗七大本山之一。無山號。本尊法然上人、清和天皇勅願、開基（創立者）為圓仁。多位住持出身皇室，和皇室關係深遠。通稱「淨華院」（じょうけいん）或「淨山」（じょうざん）。

## 關連項目
- 廬山寺
- 本禪寺

## 外部連結
- 清淨華院 （页面存档备份，存于）